# Composer’s Concert Live
Composer’s Concert Live – trzynasta w karierze autorska płyta Krzysztofa Herdzina, nagrana podczas koncertu kompozytorskiego, który odbył się 28 kwietnia 2012 r. w warszawskim Studio Koncertowym Polskiego Radia im. Witolda Lutosławskiego. Krzysztof Herdzin – jako dyrygent – poprowadził Polską Orkiestrę Radiową, której towarzyszyli soliści: flecistka Jadwiga Kotnowska oraz saksofoniści Piotr Baron i Jerzy Główczewski. Herdzin wystąpił także jako solista, wykonując Concertino na Fortepian i Orkiestrę. Na płycie znalazły się klasyczne kompozycje Herdzina, napisane na przestrzeni wcześniejszych 15 lat i przeznaczone do wykonania w różnych składach: od orkiestry smyczkowej po orkiestrę symfoniczną. Płytę wydało wydawnictwo DUX.

## Lista utworów
1. „Preludium asertywne na smyczki” – 6:38
2. „Nieasertywna toccata na smyczki” – 6:26
3. „Szkice zimowe: Śnieżynki” – 6:27
4. „Szkice zimowe: Cyrk pingwinów” – 4:18
5. „Olender” – 5:46
6. „Hopin’ for Somethin’ na saksofon sopranowy i smyczki” – 5:28
7. „Concertino na fortepian i orkiestrę cz. I” – 3:42
8. „Concertino na fortepian i orkiestrę cz. II” – 6:09
9. „Concertino na fortepian i orkiestrę cz. III” – 9:05

## Wykonawcy
- Krzysztof Herdzin – fortepian (7, 8, 9), kompozytor, dyrygent, producent
- Piotr Baron – saksofon sopranowy (6)
- Polska Orkiestra Radiowa pod dyrekcją Krzysztofa Herdzina